# James W. Loewen

James W. Loewen

James William Loewen (* 6. Februar 1942 in Decatur, Illinois; † 19. August 2021 in Bethesda, Maryland) war ein US-amerikanischer Soziologe und Autor. Sein Arbeitsgebiet waren Rassenkonflikte in den Vereinigten Staaten. Loewen lehrte zwei Jahrzehnte als Professor an der University of Vermont.

## Leben
Loewen wurde 1942 als Sohn von Dr. David F. und Winifred Loewen geboren. Sein Vater war Medizinischer Direktor und seine Mutter Bibliothekarin und Lehrerin. Er wuchs in seinem Geburtsort auf und erhielt in seiner Abschlussklasse an der MacArthur High School im Jahr 1960 ein Stipendium als National Merit Scholar. Er studierte am Carleton College und erlangte 1968 einen Ph.D. in Soziologie an der Harvard University. In seiner frühen Studienzeit in Carlton verbrachte er 1963 ein Semester an der Mississippi State University in Mississippi, das maßgeblich seine Zweifel an der ihm vermittelten Geschichte der Vereinigten Staaten begründete.
Loewen lehrte von 1968 bis 1975 zunächst am ursprünglich vorwiegend von farbigen Amerikanern besuchten Tougaloo College in Mississippi. Er wechselte 1975 an die Universität von Vermont, wo er mehr als zwanzig Jahre bis zu seiner Emeritierung 1997 über Beziehungen zwischen den Rassen (Race Relations) unterrichtete. Ab 1997 hatte er eine Gastprofessur für Soziologie an der Katholischen Universität von Amerika inne. Er war Mitglied der American Sociological Association. Loewen starb im August 2021 im Alter von 79 Jahren.

## Würdigung
Loewen wurde insbesondere bekannt durch sein Werk Lies My Teacher Told Me: Everything Your High School History Textbook Got Wrong, welches das Ergebnis einer zweijährigen Forschungsarbeit am Smithsonian Institute war. Er verglich den Inhalt von zwölf Geschichts-Lehrbüchern, welche in den US-Schulen weit verbreitet sind. Er spürte nicht nur aktuelle Versäumnisse auf, sondern bemerkte auch, dass eine kontroverse Schilderung der Vergangenheit weitgehend fehlt: Es werden fast nur Ereignisse und Jahreszahlen präsentiert, aber kaum der Kontext und die tieferliegenden Ursachen der Geschehnisse. Loewen empfiehlt in dem Buch unter anderem, dass Lehrer zwei Bücher verwenden sollten – dem Schüler sollten die Augen für Widersprüche geöffnet und die Motivation für die unterschiedliche Darstellung der Ereignisse sollte ergründet werden.

## Veröffentlichungen
- The Mississippi Chinese: Between Black and White, Social Science in the Courtroom, and The Truth About Columbus Cambridge: Harvard University Press, 1971, ISBN 0-674-57660-8; second edition, Prospect Heights, IL: Waveland Press 1988, ISBN 0-88133-312-3.
- Mississippi: Conflict and Change (co-authored with Charles Sallis), New York: Pantheon Books, 1974, ISBN 0-394-48964-0.
- Social Science in the Courtroom, Lexington: D.C. Heath and Company, 1982, ISBN 0-669-04310-9.
- Lies My Teacher Told Me: Everything Your High School History Textbook Got Wrong, New York: The New Press, 1995, ISBN 1-56584-100-X; Simon and Schuster, 1996, ISBN 0-684-81886-8.
- Lies Across America: What Our Historic Markers and Monuments Get Wrong, New York: The New Press, 1999, ISBN 1-56584-344-4.
- Sundown Towns, New York: The New Press, 2005, ISBN 1-56584-887-X.